# ハン・ジヘ
ハン・ジヘ（ハングル表記：한지혜、1984年6月29日 - ）は、韓国の女優。

## 略歴
1984年6月29日に光州で生まれ、景信女子中学校から景信女子高等学校に進学・卒業し、2010年に世宗大学校演劇映画科を卒業した。在学中の2001年にSBSスーパーモデル選抜大会で入賞し、モデルとしてデビューした。その後演技活動を始め、『冬のソナタ』などで知られるユン・ソクホが監督し2003年に放送された連続テレビドラマ『夏の香り』などに出演し、翌年2004年に放送された主演作である連続テレビドラマ『ランラン18歳』で10歳年上の検事と結婚する高校生役を演じ、作品がヒットして人気を得た。

## 人物
本名はイ・ジヘ。身長170センチメートル。美容整形が盛んな韓国で珍しい一重まぶたの女優として知られていた。2010年9月21日に6歳年上の検事と結婚した。

## 出演作品

### テレビドラマ
- 振り向けば愛（朝鮮語版）（2003年、MBC）[6]
- 夏の香り（2003年、KBS）パク・チョンア役[7]
- ランラン18歳（2004年、KBS）主演 ユン・ジョンスク役[7]
- 島の村の先生（2004年、SBS）主演 ホン・ウンス役[8]
- エリックの反転ドラマ(朝鮮語版)（2004年、SBS）[6]
- シークレット・カップル（2005年、MBC）主演 ソ・ヨンジ役[8]
- 雲の階段（2006年、KBS）主演 ユン・ジョンウォン役[8]
- 憎くても可愛くても（2007年-2008年、KBS）主演 ナ・ダンプン役[7]
- エデンの東（2008年-2009年、MBC）チヒョン役[7]
- ピアニスト（2010年11月27日、KBS）主演 ユン・インサ役[9]
- チャクペ〜相棒〜（2011年、MBC）トンニョ役[7]
- メイクイーン（2012年、MBC）主演 チョン・ヘジュ役[7]
- 金よ出てこいコンコン（2013年、MBC）主演 チョン・モンヒ役[7]
- 太陽がいっぱい（2014年、KBS）主演 ハン・ヨンウォン役[7]
- 伝説の魔女〜愛を届けるベーカリー〜（2014年-2015年、MBC）主演 ムン・スイン役[7]
- 一緒に暮らしませんか?（2018年、KBS）主演 パク・ウナ役[7]
- 黄金の庭〜奪われた運命〜（2019年、MBC）主演 ウン・ドンジュ役[7]

### 映画
- 頑張れ! グムスン（2002年）コンビニエンスストアの定員
- シングルス（2003年）チヘ役[7]
- B型の彼氏（2005年）主演 ハミ役[7]
- ハミング（2008年）主演 ミヨン役[7]
- 雲を抜けた月のように（2010年）主演 ペクチ役[7]

## 受賞歴
- 2001年 スーパーモデル選抜大会 DODOメークアップ賞、特別賞[2]
- 2003年 KBS演技大賞 新人賞[2]（『夏の香り』）
- 2004年 第40回百想芸術大賞 TV部門 女性新人演技賞[2]（『ランラン18歳』）
- 2004年 MBC放送演芸大賞 ショー・バラエティ部門 女性新人賞[2]（『音楽キャンプ』）
- 2006年 コリアベストドレッサー賞 タレント部門賞[2]
- 2007年 KBS演技大賞 日日劇部門 女性優秀演技賞[2]（『憎くても可愛くても』）
- 2008年 第3回コリアドラマフェスティバル 優秀賞（『憎くても可愛くても』）[2]
- 2008年 MBC演技大賞 女性優秀賞[2]（『エデンの東』）
- 2009年 アジアモデルフェスティバルアワード モデルスター賞[2]
- 2009年 大韓知的公社感謝牌[2]
- 2010年 第8回韓国ジュエリーフェア ベストジュエリーレディー[2]
- 2012年 MBC演技大賞 連続劇部門 女性最優秀賞（『メイクイーン』）[2]
- 2013年 ヘラルド東亜TV ライフスタイルアワード ベストドレッサー[2]
- 2013年 MBC演技大賞 連続劇部門 女性最優秀演技賞[8]（『金よ出てこいコンコン』）
- 2018年 KBS演技大賞 長編ドラマ優秀賞（『一緒に暮らしませんか?』）[2]